# Empalme Olmos
Empalme Olmos is een Uruguayaans gemeente en dorp in het departement Canelones. 

## Aardrijkskunde
De plaats ligt in het zuidelijk centrale deel van het departement van Canelones, op Route 82 en naast Route 8 op kilometer 37,5. De dichtstbijzijnde steden zijn Pando (6 km) en Salinas (10 km), terwijl de departementale hoofdstad Canelones op 47 km afstand ligt.

## Geschiedenis

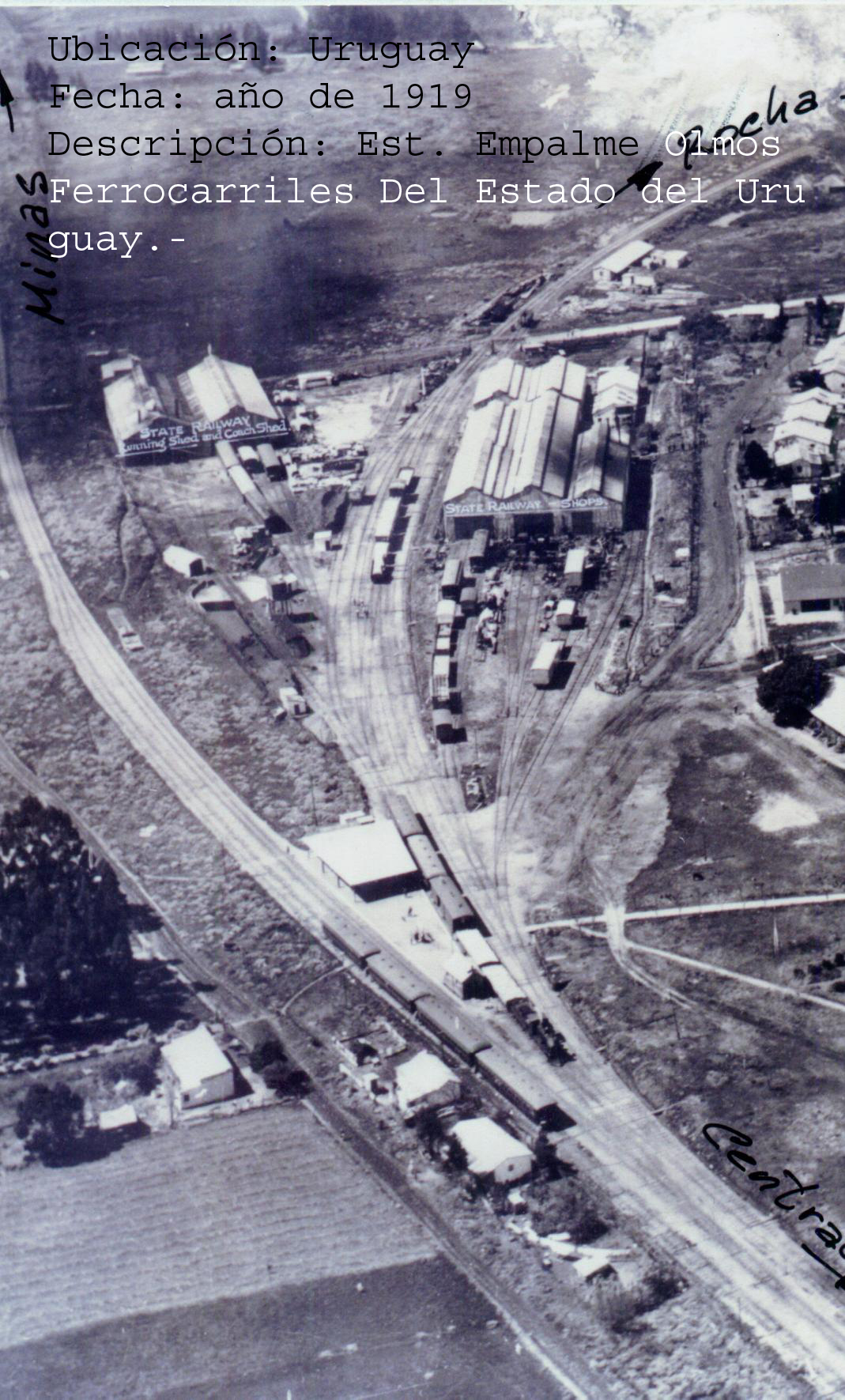
Treinstation in 1919.

De eerste moderne nederzetting dateert uit de 19e eeuw, hoewel de definitieve vestiging verband houdt met de installatie van de spoorweg. Hoewel al sinds 1726 verwijzingen naar de site te vinden zijn, is de verdeling van land onder de eerste kolonisten van Montevideo gedaan door Pedro Millán.                                                                                                                                         
De geschiedenis van Empalme Olmos begint in 1890, toen het werk in het gebied begon om de kruising te bouwen van de bestaande spoorlijn genaamd "North Eastern Uruguay Railway" (Railroad to Minas sinds 1889), met een nieuwe lijn naar het oosten (Maldonado y Rocha) die 'Uruguay Great Eastern Railway (UGER)' 'werd genoemd. De velden gelegen in het zevende gerechtelijke gedeelte van het departement van Canelones, waar deze werken werden uitgevoerd, werden geschonken door Octavio Olmos, dus in dankbaarheid aan hem, de plaats werd omgedoopt tot  Empalme Olmos . Korte tijd later, op dezelfde plaats, werd een precair station gebouwd en later in 1890 werden enkele magazijnen gebouwd, die werden gebruikt als werkplaatsen, waar de bedrijven de reparatie en het onderhoud van het rollend materieel uitvoerden.                                                
In 1894 en nadat het bedrijf Uruguay Great Eastern Railway de werken op de lijn aan Rocha had verlaten vanwege conflicten met de staat, hervatte het bedrijf North Eastern Uruguay Railway deze werken. Dit leidde tot de uitbreiding van de workshops in de kruising en trok nieuwe kolonisten naar het gebied. Daarnaast heeft het bedrijf zelf huizen en kantoren gebouwd voor zijn personeel.
Uiteindelijk, op 21 mei 1895, werd het gedeelte tussen Empalme Olmos en het station La Sierra (nu Gregorio Aznárez) ingehuldigd, wat tot 1909 een lijnbestemming zou zijn. In datzelfde jaar besloot het bedrijf zijn grote ateliers daar te installeren, Verantwoordelijk voor de reparatie en het onderhoud van al het materiaal behorend tot de lijn.
Aldus wordt bij conventie de datum van 21 mei 1895 als de datum van de stichting van de stad Empalme Olmos genomen, aangezien het de trein was en de bedrijven die haar inwoners aantrokken.

## Geboren
- Matías Viña (1997), voetballer